# Diane de Poitiers

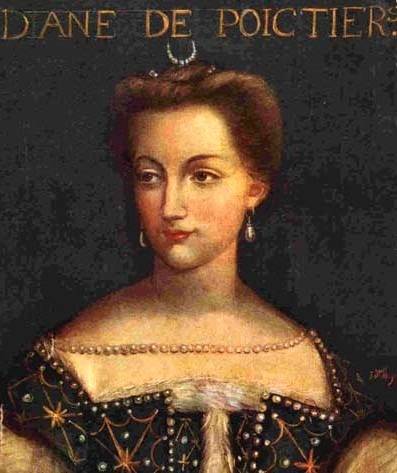
Diane de Poitiers

Diane de Poitiers (n. 3 septembrie 1499 - d. 25 aprilie 1566) a fost una din cele mai frumoase și mai inteligente aristocrate pe care le-a avut Franța și se poate spune ca ea a stăpânit cu adevărat țara cât timp a fost metresa regelui Henric al II-lea (deși era mai în vârstă ca el cu 20 de ani). A fost rivala cea mai de temut a reginei Caterina de Medici și a acumulat bogății fabuloase. Regele i-a făcut numeroase cadouri, printre care și superbul castel Chenonceau . Obiceiurile sale de întreținere seamănă cu cele ale unei femei moderne: făcea regulat exerciții fizice pentru a-și menține silueta, se spăla pe față cu apă foarte rece și, lucru ciudat pentru secolul al XVI-lea, se îmbăia în fiecare zi. A rămas o femeie foarte frumoasă chiar și la bătrânețe.
Dianei de Poitiers i s-a prezis că va fi strămoașă de regi și împărați, o profeție care s-a îndeplinit . Printre alții, ea este strămoașa Regelui Mihai I al României și a Baronesei Marie Christine de Reibnitz, Prințesă Michael de Kent .

## Legătura de rudenie dintre Diane de Poitiers și Regele Mihai I[2]
Diane de Poitiers este strămoașa directă a regelui Mihai I de România atât prin Prințesa Zephyrine de Salm-Kyrburg, cât și prin regele Ludovic al XV-lea al Franței.
| 1. Diane de Poitiers 2. Louise de Brézé, Doamnă de Anet 3. Catherine de Lorraine 4. Henric de Lorraine, Conte de Chaligny 5. Louise de Lorraine 6. Claude Lamoral de Ligne, Prinț de Ligne 7. Henric Louis Ernest de Ligne-Amblise 8. Marie Anne Antoinette de Ligne-Amblise 9. Maximillian (III) Emmanuel van Horne 10. Maria Theresa Josepha Emmanuel van Horne 11. Amalie Zephyrine de Salm-Kyrburg 12. Karl, Prinț de Hohenzollern-Sigmaringen 13. Karl Anton de Hohenzollern-Sigmaringen 14. Leopold de Hohenzollern-Sigmaringen 15. Ferdinand I al României 16. Carol al II-lea al României 17. Regele Mihai I | 1. Diane de Poitiers 2. Louise de Brézé, Doamnă de Anet 3. Charles de Lorraine, Duce de Aumale 4. Anne de Lorraine, Ducesă de Aumale 5. Charles Amedée de Savoie, Duce de Nemours 6. Prințesa Maria Giovanna de Savoie-Nemours 7. Vittorio Amadeo al II-lea, Rege al Sardiniei 8. Marie Adelaide de Savoia 9. Ludovic al XV-lea, Rege al France 10. Louise-Élisabeth de Bourbon 11. Marie-Louise de Parma, Regina Spaniei 12. Infanta Carlota a Spaniei 13. Pedro I al Braziliei 14. Maria a II-a a Portugaliei 15. Infanta Antónia a Portugaliei 16. Ferdinand I al României 17. Carol al II-lea al României 18. Regele Mihai I |